# Лукас Кампа
Лукас Кампа (нім. Lukas Kampa; нар. 29 листопада 1986, Бохум) — німецький волейболіст, пасувальник, гравець збірної Німеччини та польського клубу «Трефль» (Гдаськ), який виступає в Плюс Лізі.

## Життєпис
Народився 29 листопада 1986 року в Бохумі.
На Батьківщині виступав, зокрема, за клуби «Мерзер» (2007—2008), «Фрідріхсгафен» (2008—2010). В Італії грав у складах клубів «Копра Ельор» (П'яченца, 2010—2011), «Каса» (Модена, 2013—2014). Протягом певного часу грав у складі харківського «Локомотива» (ЗМІ про підписання угоди з клубом до кінця сезону 2012—2013 повідомили на початку січня 2013 року), пізніше — за польський клуб «Ястшембський Венґель» (Jastrzębski Węgiel) із міста Ястшембе-Здруй (протягом певного часу був капітаном команди).
Розмовляє польською мовою.

### Досягнення
- чемпіон Німеччини: 2005 (юніори), 2009, 2010,
- чемпіон України 2013,
- чемпіон Польщі 2021[7],
- володар Кубка Росії 2012.